# Jimramov
Jimramov (en allemand : Ingrowitz) est une ville du district de Žďár nad Sázavou, dans la région de Vysočina, en République tchèque. Sa population s'élevait à 1 147 habitants en 2020.

## Géographie
Jimramov est arrosée par la Svratka qui y reçoit les eaux de la Fryšávka, et se trouve à 10 km au sud-sud-ouest de Polička, à 23 km à l'est-nord-est de Žďár nad Sázavou, à 54 km au nord-est de Jihlava à 138 km à l'est-sud-est de Prague.
La commune est limitée par Borovnice au nord-ouest, par Korouhev au nord-est et à l'est, par Nedvězí au sud-est, par Ubušínek, Dalečín, Unčín et Strachujov au sud et par Věcov et Nový Jimramov à l'ouest.

## Histoire
La localité a été fondée au XIIIe siècle. Sa première mention écrite date de 1365. Elle fut incendiée par l'armée suédoise lors de la guerre de Trente Ans.

## Administration
La commune se compose de cinq quartiers :
- Jimramov
- Benátky
- Sedliště
- Trhonice
- Ubušín

## Transports
Par la route, Jimramov se trouve à 9 km de Polička, à 22 km de Žďár nad Sázavou, à 53 km de Jihlava et à 139 km de Prague.